# Chery A3
Pour les articles homonymes, voir A3.
La Chery A3 est une automobile compacte chinoise conçue par le constructeur Chery, lancée en 2008.
En 2009 comme en 2010, l'A3 a trouvé près de 60 000 clients en Chine. Elle se décline en deux variantes : deux volumes cinq portes (avec hayon)  ou trois volumes à quatre portes.

## Export
En Serbie (ou la police l'utilise) elle s'appelle Tengo.
Au Brésil elle s'appelle Cielo.